# Aprionus wildeni
Aprionus wildeni är en tvåvingeart som beskrevs av Jaschhof 1997. Aprionus wildeni ingår i släktet Aprionus och familjen gallmyggor. Inga underarter finns listade i Catalogue of Life.